# إقليم كهلنا
إقليم كهلنا (بالبنغالية: খুলনা বিভাগ) هو إقليم في بنغلاديش بلغ عدد سكانه 17,416,645 نسمة وذلك حسب إحصائيات سنة 2011، عاصمته كهلنا، تبلغ مساحته 22,285 كـم2 (8,604 ميل2). يحد الإقليم ولاية البنغال الغربية الهندية من الغرب وإقليم راجشاهي من الشمال وإقليمي دكا وباريسال من الشرق وخليج البنغال من الجنوب.

## التقسيم الإداري
أنشئ الإقليم في عام 1960، وهو مكون من عشر مقاطعات (زلا) مقسمة إلى 59 مقاطعة فرعية (أوبازيلا).
| الناحية            | القاعدة   | المساحة (كم2) | عدد السكان تعداد 2001 | عدد السكان تعداد 2011 | عدد السكان تعداد 2022 |
| ------------------ | --------- | ------------- | --------------------- | --------------------- | --------------------- |
| Bagerhat District  | Bagerhat  | 3,959.11      | 1,549,031             | 1,476,090             | 1,613,076             |
| Chuadanga District | شوادانجا ‏ | 1,174.10      | 1,007,130             | 1,129,015             | 1,234,054             |
| Jashore District   | جيسور     | 2,606.94      | 2,471,554             | 2,764,547             | 3,076,144             |
| منطقة جنايدة ‏      | جهنيداه ‏  | 1,964.77      | 1,579,490             | 1,771,304             | 2,005,849             |
| Khulna District    | كهلنا     | 4,394.45      | 2,378,971             | 2,318,527             | 2,613,385             |
| منطقة كشتيا ‏       | كوشتيا    | 1,608.80      | 1,740,155             | 1,946,838             | 2,149,692             |
| Magura District    | Magura    | 1,039.10      | 824,311               | 918,419               | 1,033,115             |
| مهربور ‏            | Meherpur  | 751.62        | 591,430               | 655,392               | 705,356               |
| منطقة نرائل ‏       | Narail    | 967.99        | 698,447               | 721,668               | 788,671               |
| شات خيرا           | Satkhira  | 3,817.29      | 1,864,704             | 1,985,959             | 2,196,582             |
| المجموع            | 10        | 22,284.22     | 14,705,223            | 15,687,759            | 17,415,924            |

## السكان
| الدين في الإقليم (2022) | الدين في الإقليم (2022) | الدين في الإقليم (2022) | الدين في الإقليم (2022) | الدين في الإقليم (2022) |
| ----------------------- | ----------------------- | ----------------------- | ----------------------- | ----------------------- |
| الدين                   | الدين                   |                         | النسبة                  | النسبة                  |
| الإسلام                 | الإسلام                 |                         | 88.21%                  | 88.21%                  |
| الهندوسية               | الهندوسية               |                         | 11.53%                  | 11.53%                  |
| المسيحية                | المسيحية                |                         | 0.24%                   | 0.24%                   |
| أخرى                    | أخرى                    |                         | 0.02%                   | 0.02%                   |

يشكّل المسلمون غالبية سكان المنطقة بنسبة 88.21٪ في حين يتعبر الهندوس أكبر أقلية دينية بنسبة 11.53٪، أما المسيحيون فيشكلون 0.24٪ وأتباع الديانات الأخرى نسبة 0.02٪.

## الصحافة
يصدر من الإقليم العديد من الصحف اليومية والأسبوعية، ومنها صحيفة أنيربهان وجانموبومي ولوك ساماج وبروباهو وبوربشال وساتخيرا نيوز وديلي غرامر والديلي سباندان ومنبر.